# HACCP
HACCP（ハサップ、ハセップ、ハシップともいう。統一された呼称はない。 英語: Hazard Analysis and Critical Control Point）は 食品を製造する際に工程上の危害を起こす要因（ハザード; Hazard）を分析し（アナライズ; Analyze) 、それを最も効率よく管理できる部分（CCP; 必須管理点）を連続的に管理して安全を確保する管理手法である。
日本では1975年（昭和50年）に「危害分析重要管理点」と紹介されたが、海外の事情に詳しい専門家は「危害要因分析（に基づく）必須管理点」と訳している（近年日本では、たとえばISO 22000:2005などにおいて“危害分析”から“ハザード分析”と云う呼び方に変更されつつあり、「ハザード」とは危害要因であるとする解釈が増えてきている）

## 概要
HACCP とは、食品の中に潜む危害（生物的、化学的あるいは物理的）要因（ハザード）を科学的に分析し、それが除去（あるいは安全な範囲まで低減）できる工程を、常時管理し記録する方法である。
例えば、ハンバーグを焼くときに、挽肉中の感染症や食中毒原因病原体が、ハンバーグ中心の温度が何度で、どれだけの時間が経過すれば、安全なレベルになるかを科学的に分析し、分析の結果決定した管理方法を実施して、実施した結果を記録する。これによりかつて行われていた抜き取り検査のみの管理では為し得なかった、食の安全が高いレベルで効率よく確保され、このことを記録から証明することができる。このような微生物学的な安全性を評価する数値計算は予測微生物学分野で行われている。
日本では HACCP を「品質と安全のため」と言われているが、これは誤りである。かつてアメリカ合衆国でも同じような過ちがあり、品質も HACCP で管理しようとする試みがあったが、結果として大企業でも管理が難しいものになってしまった。このことから HACCP では、安全に特化したものであることがわかる。

## 由来（アメリカでの歴史）
アメリカ合衆国で1960年代の宇宙開発、アポロ計画の中でNASA、アメリカ合衆国陸軍 (US Army) とピルスビリー・カンパニー（英語: Pillsbury Company）が1959年から構想し、1971年にNational Conference of Food Protectionで概要を公開した、宇宙食などの食品の安全性を確保する方法であり、これを現在多くの食品の安全性確保に応用している。合衆国でのHACCP は食品微生物基準全米諮問委員会 (NACMCF) のガイドラインにより行われているが、この内容が国連のCodex 委員会（国際食品規格委員会）が示しているガイドラインとほぼ同一のものである。
1973年にはアメリカ食品医薬品局（FDA）が、低酸性缶詰の法規制として取り入れた（ただしこのときにはHACCP とは明記されていない）。その後1997年に魚介類、2002年にはジュース類に義務づけ、また1998年には合衆国農務省（USDA）が食肉食鳥肉でのHACCP を義務化した。また、最大手のハンバーガーショップであるマクドナルドは1980年代に病原性大腸菌腸管出血性大腸菌（O157など）の問題を解決するために自主的にHACCPに取り組んだ。アメリカではまたHACCPは従業員数名の小規模の企業でも義務化され実践されており、効果をあげている。多くの場合は効率の良い管理が可能となり、結果として利益が上がっているようである。

## 日本における制度

### 総合衛生管理製造過程
厚生労働省の認証制度である「総合衛生管理製造過程」（通称マルソウ）はHACCPの考え方を取り入れた制度である。しかし本来HACCP では個々のライン毎のハザード分析によってハザードを決定するものであるが、総合衛生管理製造過程では、あらかじめ決められた危害リストのみをハザードとしている（他の工場やラインで既にHACCP 計画が確立している製品についてはそれを基にHACCP 計画をたてる方法がある、ただしこれは自ら危害要因分析ができるまでの暫定的なものである）。
また本来HACCPで扱うのは安全性であるが、厚生労働省は総合衛生管理製造過程で扱う項目に「品質」まで含めており、HACCPを行う前段階である「前提条件プログラム (prerequisite program; PP) 」や「適正製造基準 (GMP) 」まで含んでいるため、煩雑なシステムができあがっている。
この煩雑さのため、手間と予算がかかり、大企業でも実践は難しく、かつて乳業メーカーで総合衛生管理製造過程の認証を得た雪印乳業が、大規模な黄色ブドウ球菌のエンテロトキシン（嘔吐等胃腸症状をおこす毒素）の食中毒事件（雪印集団食中毒事件）を発生させた。このようなことから、総合衛生管理製造過程はそのままHACCP と呼べるものではない。
企業側も総合衛生管理製造過程は認証であることから「HACCPを取る」という言い方をよくするが、HACCP とは認証を取ることではなく、HACCP を実践する行為である。そして、認証取得にばかり目を向けることは、時として「消費者の安全を守る」という食の安全の本質を見失う危険性もある。

### HACCP手法支援法
食品の製造過程の管理の高度化に関する臨時措置法は、HACCP導入による食品の製造過程の管理の高度化を促進するため、必要となる施設の整備に対する金融や税制上の支援を講ずる内容を規定した農林水産省と厚生労働省との共管法である。1998年（平成10年）5月（同年7月1日施行）に5年間の時限法として制定され、2003年（平成15年）6月にさらに5年間延長する改正法が公布された（同年7月1日施行）。その後、2008年（平成20年）も5年間延長する改正法が公布された。
2013年（平成25年）の見直しでは（2023年まで）10年間の延長とするとともに、今までの限時法から失効法に変更し再延長はしないとした。
この法令等を活用するには、指定認定機関（各業界団体等）の会員であることが求められている。また、2013年（平成25年）の延長時には一般的衛生管理の整備について活用範囲を広げるために、国内の一般的衛生管理ともいえる高度化基盤事項として整理するとともに、高度化基盤事項確認項目としてまとめている。

### 対米輸出水産食品、対米輸出肉、対EU輸出水産食品
アメリカ合衆国、欧州連合（EU）へ輸出する水産食品、輸出肉に関して、該当国内法規によりHACCPの義務があり、輸出する際には厚生労働省（各地の厚生局、地方自治体）による認定または、大日本水産会などの認定団体の認定をうけなければならない。
認定工場は、対米牛肉関係5工場（南九州畜産興業（株）〈ナンチク〉、サンキョーミート（株）、（株）ミヤチク、（株）群馬県食肉卸売市場、㈱JA食肉かごしま 南薩工場）のみでFDA（アメリカ食品医薬品局）の係官は「肉」や「牛」等の漢字を習熟していたが、日本がBSE（牛海綿状脳症）発生国であるため輸出はされていない（BSE問題参照）。
輸出水産関係でもHACCPは必要であり、リスト搭載により認定施設とされる。EUは特に衛生関係に厳しく、輸出元の海外の生産工場は、EUのインスペクターが来るとなると、緊張の連続で疲労困憊するほどだという。

### 地方自治体独自認定
第三者による一定の認証基準は HACCP 実行の証明として必要であるため、中小企業でも HACCP 認証を取得しやすいように、都道府県レベルで独自の認証制度を設ける地方も出てきている。
例:茨城県における「いばらきハサップ」等。

## ISO 22000
国際規格であるISO 22000 はCodex HACCPシステム の考え方が取り入れられている民間のマネジメントシステム認証制度である。総合衛生管理製造過程が乳・乳製品や魚肉練り製品などの一部の製品に限定されているのに対してISO 22000は製品によらず，食品安全を管理するためのマネジメントシステムができていることの認証を行いたいところであればどんな業種であっても受審することができる。食品製造業だけではなく，レストランなどのいわゆるフードサービス業であっても，農畜水産物を取り扱う一次産業者であっても申請が可能とされている。

## 用いられる用語
ハザード（en:Hazard; 危害要因）生物的、化学的あるいは物理的な要因で、コントロールされなかった場合には疾病や傷害を起こす可能性がある因子を示す。どのような危害要因が存在し、それによる事故の起こりやすさや事故の起こった際の重大性を分析することを危害要因分析（ハザード分析あるいはハザードアナリシス）という。
クリティカルコントロールポイント（en:Critical control point; 重要管理点）危害要因を連続的にモニタリングしコントロールできる点で、もしそこでコントロールしなければ製品に健康に対する危害要因が残る点を示す。
GMP（en:Good manufacturing practice; 適正製造規範）HACCP の前段階である前提条件プログラムの中心となる基準。従業員の教育、工場と敷地、衛生作業（一般的な衛生管理）、衛生施設と管理（水の供給、下水の処理、トイレ、手洗い施設、ゴミの廃棄など）、設備と器具、プロセスとコントロール（原料と成分、製造作業）、倉庫保管と流通、欠陥取り締まり基準が含まれる。また、農場向けにはGAP（Good agricultural practice; 適正農業規範）というものが存在する。アメリカ合衆国におけるGMP は法により規定されており、連邦規則集のタイトル 21CFR パート110に記載されている。
Prerequisite program（PP; 一般的衛生管理プログラム ISO22000 関連ではPRP前提条件プログラム と表記 他にSSOPen:Sanitation Standard Operating Proceduresとも）HACCP を行う上で土台となる基礎的な管理プログラム。ここでは前出のGMP に基づいた教育訓練や、清浄化・衛生化作業のプログラムなどの他にリコールプログラム、トレーサビリティー、品質管理なども管理項目に入れられる。HACCP のプログラム構築する前にPP の構築を正しく行えばHACCP で管理すべき部分が少なくなり、さらに効率の良いHACCP のプログラムが構築できるようになる。HACCP で管理するものと異なり厳密な管理が不要な部分（安全性に直接影響しない部分）がここで管理される。また、HACCP はラインごとに計画をし、少ない管理点（必須管理点）で効率よく管理しなくてはならないのに対し、PP は工場全体で同じプログラムを用い、管理する点が非常に多いことが挙げられる。このようなことからHACCP と同時進行で進めると混乱を生じやすいためPP とHACCP は分けて計画する。
許容限界（Critical limit）ハザードを安全なレベルまで低減あるいは除去するために絶対にコントロールしなくてはいけない、最大あるいは最小値である限界値。
是正処置（あるいは措置）（Corrective actiion)許容限界から外れた状態で製品を製造した（これを逸脱という）場合に、その製品の処理（廃棄、再検査、他の製品への変更など）を行うとともに再発防止の手段を講じること。措置という言葉は一時的な対策という意味があるので、「是正処置」という言い方が近年の日本では主流になりつつある。
HACCP 計画前提条件プログラムとHACCP の手順を組み合わせて構築された計画。
HACCP システムHACCP 計画が運用されているもの。
FDA 食品医薬品局アメリカ合衆国の食品と医薬品を監督する政府機関、食品分野では食肉食鳥肉と卵以外の食品を管轄している（殻のついた卵はFDAの管轄）。
USDA FSIS（en:Food Safety and Inspection Service; アメリカ合衆国農務省食品安全検査局）食品関連では食肉食鳥肉と卵を管轄している。
低酸性缶詰弱酸性（pHが4.6以上） - 中性付近の酸度の低い缶詰を示す。このpH の食品は、密封された状態で包装されるとボツリヌス菌が増えて食中毒を起こす可能性がある。そのため摂氏121度（華氏250度）で約3分間加熱してボツリヌス菌を不活化することが要求される。缶詰のHACCP 規制が実施されて以来、アメリカ合衆国では商業的に造られた缶詰が原因のボツリヌス食中毒は発生していない（ただし、自家製の缶詰でのボツリヌス中毒は毎年のように発生している）。

## HACCP方式の適用手順
12手順、7原則が行われる。
1. HACCPチームを編成する
2. 食品の説明・記述（安定性、賞味期限、包装、流通形態）
3. 製品の使用方法を確認する
4. 製造工程一覧図（フローチャート）の作成
5. 製造工程一覧図の現場での検証
6. 危害要因を分析する （原則1）
7. 必須管理点（CCP）を設定する （原則2）
8. 許容限界（クリティカルリミット; CL）を確立する （原則3）
9. CCP の測定（モニタリング）方法を確立する （原則4）
10. 許容限界から逸脱があった場合の是正措置を確立する （原則5）
11. 検証方法の手段を確立する （原則6）
12. 記録をつけ、文書化を行い、それを保管するシステムを確立する （原則7）

これに加えて、経営者のコミットメント（全力で献身的に取り組むこと）とコーディネーターを選任することが重要である。このコーディネーターとはHACCP チームリーダーでありHACCP に関する全権を委譲されている人のことをいう。特に経営者のコミットメントは12手順に記載されていないが、それ以前になくてはならないほど重要な要素である。